# Wilhelm Friedrich de Gaay Fortman

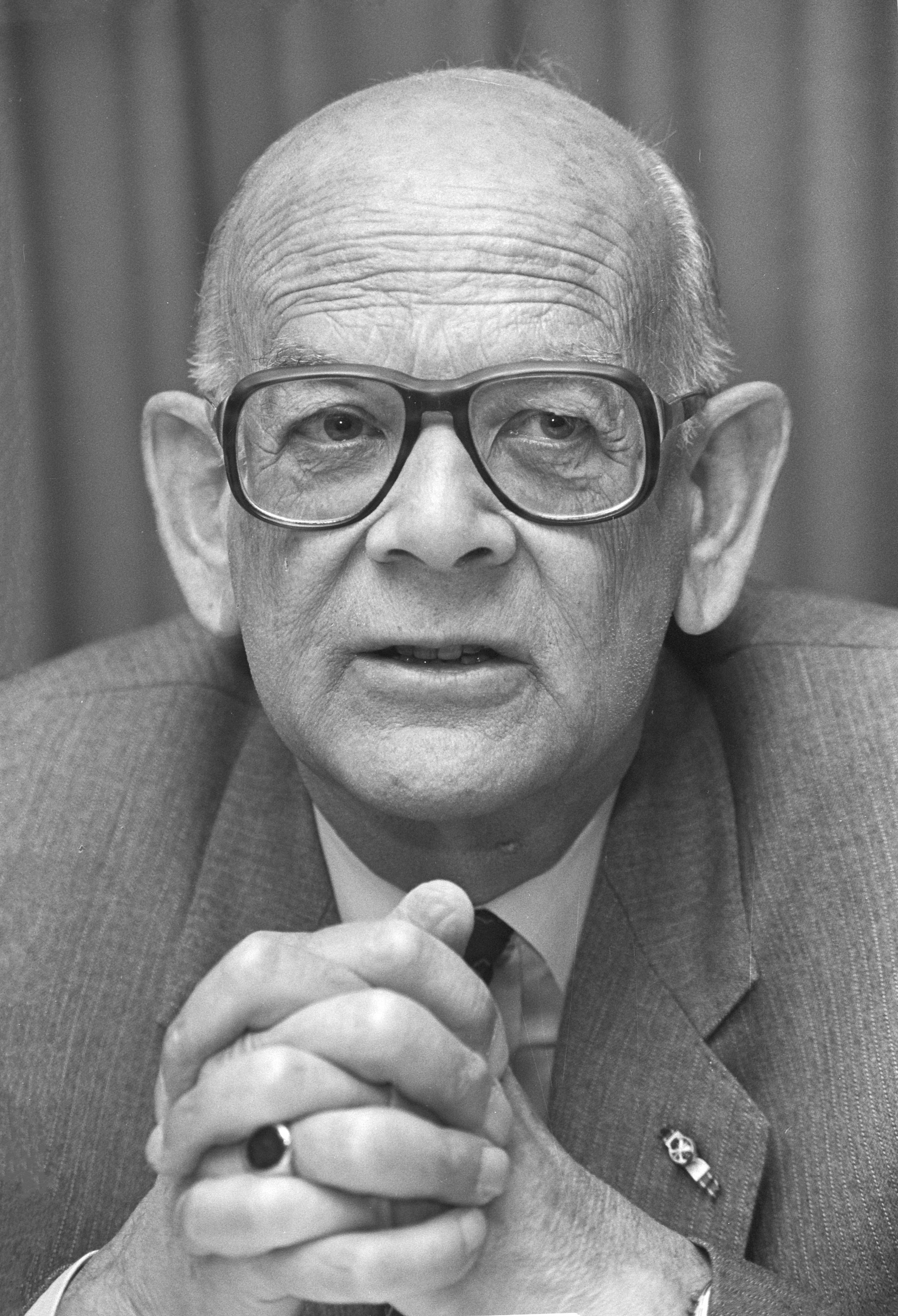
Wilhelm Friedrich de Gaay Fortman (1981)

Wilhelm Friedrich de Gaay Fortman (* 8. Mai 1911 in Amsterdam; † 29. März 1997 in Den Haag) war ein niederländischer Jurist, Verwaltungsbeamter, Hochschullehrer und Politiker der Anti-Revolutionaire Partij (ARP) sowie zuletzt des Christen-Democratisch Appèl, der mit Unterbrechungen 17 Jahre lang Mitglied der Ersten Kammer der Generalstaaten sowie acht Jahre lang Rektor der Freien Universität Amsterdam war. Er fungierte zwischen 1973 und 1977 als Vize-Ministerpräsident sowie Minister verschiedener Ressorts im Kabinett von Ministerpräsident Joop den Uyl.
1975 spielte er eine wichtige Rolle bei der Unabhängigkeit Surinames von den Niederlanden und erarbeitete ferner einen – allerdings nicht umgesetzten – Plan zur Aufteilung der Niederlande in 24 Provinzen. De Gaay Fortman, der zwischen 1978 und 1979 auch Mitglied des Europäischen Parlaments war, war 1981 als Informateur maßgeblich an der Bildung des zweiten Kabinetts von Ministerpräsident Dries van Agt beteiligt, eine Koalition aus dem christdemokratischen CDA, der sozialdemokratischen PvdA und der sozialliberalen Partei D66.

## Leben

### Familie und Studium
De Gaay Fortman stammte aus einer Familie von Juristen und Politikern. Sein Vater Bastiaan de Gaay Fortman war Richter in Curaçao sowie Vizepräsident des Gerichts von Amsterdam. Sein Onkel Pieter Leonard de Gaay Fortman war Bürgermeister von Bunschoten, Ridderkerk sowie zwischen 1923 und 1937 Bürgermeister von Dordrecht. Ein weiterer Onkel, Pieter Arie Diepenhorst, war von 1920 bis 1946 Mitglied der Ersten Kammer der Generalstaaten.
Nach dem Besuch der Prinses Juliana-Grundschule in Dordrecht von September 1916 bis 1923 besuchte er zwischen September 1923 und September 1925 zunächst das Öffentliche Gymnasium von Dordrecht sowie anschließend von September 1925 und Juli 1929 das Reformierte Gymnasium zu Amsterdam. Nach Beendigung der Schulausbildung begann er im September 1929 ein Studium im Fach Niederländisches Recht an der Freien Universität Amsterdam, das er am 19. Dezember 1932 beendete.
De Gaay Fortman war verheiratet. Sein Sohn Bas de Gaay Fortman wurde wie sein Vater Politiker.

### Beginn der beruflichen Laufbahn, Promotion und Eheschließung
Im Anschluss nahm de Gaay Fortman, der 1934 Mitglied der Anti-Revolutionaire Partij (ARP) wurde, am 1. September 1934 eine Tätigkeit als Verwaltungsbeamter im Büro für Landwirtschaftsprobleme des Wirtschaftsministeriums auf, und war dort bis zum 1. Februar 1938 tätig. Während dieser Zeit schloss er am 12. Juni 1936 seine Promotion zum Doktor der Rechtswissenschaften an der Freien Universität Amsterdam am Lehrstuhl des späteren Justizministers und Ministerpräsidenten Pieter Sjoerds Gerbrandy mit einer Dissertation zum Thema De onderneming in het arbeidsrecht cum laude ab.
Am 5. September 1936 heiratete er Margaretha „Marry“ Titia Hillegonda Woltjer, eine Tochter von Robert „Rob“ Herman Woltjer, der von 1904 bis 1955 Professor für Latein, Griechisch und Geschichte des Altertums an der Freien Universität Amsterdam sowie zwischen 1937 und 1952 ebenfalls Mitglied der Ersten Kammer der Generalstaaten war. Aus dieser Ehe gingen zwei Söhne und drei Töchter hervor, darunter Bas de Gaay Fortman, der sowohl Mitglied der Zweiten als auch der Ersten Kammer der Generalstaaten war und dort jeweils als Fraktionsvorsitzender der Politieke Partij Radikalen (PPR) fungierte.
Am 1. Februar 1938 wechselte de Gaay Fortman zum Sozialministerium und war dort zunächst Verwaltungsbeamter sowie seit dem 1. Januar 1942 Referent in der Abteilung Arbeitsversicherung, ehe er anschließend von 1945 bis Mai 1947 Leiter der Abteilung Arbeitsbeziehungen war. 1947 legte er seine Habilitation mit einer Habilitationsschrift zum Thema Herziening van het echtscheidingsrecht ab.

### Hochschullehrer, Senator und Universitätsrektor
Am 30. Mai 1947 nahm de Gaay Fortman den Ruf auf eine Professur für Zivil- und Arbeitsrecht an der Freien Universität Amsterdam an und lehrte dort bis zu seiner Emeritierung am 10. Februar 1979, wobei er seit dem 11. Mai 1973 bis zum 19. Dezember 1977 beurlaubt war. Für seine langjährigen Verdienste als Verwaltungsbeamter und Hochschullehrer wurde ihm am 29. April 1959 das Ritterkreuz des Ordens vom Niederländischen Löwen verliehen.
Als Vertreter der Anti-Revolutionaire Partij wurde er am 20. September 1960 Mitglied der Ersten Kammer der Generalstaaten und gehörte diesem Gremium als Senator bis zum 11. Mai 1973 an. Er war ferner vom 7. Oktober 1958 bis Juni 1963 Vorsitzender des Beratungsausschusses der ARP sowie zwischen dem 23. März 1963 und Mai 1973 beratendes Mitglied des Zentralkomitees der ARP.
Neben seiner Lehrtätigkeit war er auch zwei Mal Rektor (Rector Magnificus) der Freien Universität Amsterdam, und zwar erstmals vom 19. September 1962 bis zum 18. September 1963 sowie zum zweiten Mal vom 22. September 1965 bis zum 4. September 1972. Darüber hinaus verfasste er zahlreiche rechtswissenschaftliche Lehrbücher, insbesondere zum Arbeits- und Unternehmensrecht.
Während seiner Parlamentszugehörigkeit fungierte de Gaay Fortman zwischen dem 11. Mai 1971 und dem 11. Mai 1973 als Vorsitzender der Fraktion der ARP in der Ersten Kammer der Generalstaaten. Am 29. August 1972 wurde er Kommandeur des Ordens von Oranien-Nassau.

### Minister und Vize-Ministerpräsident
De Gaay Fortman wurde am 11. Mai 1973 von Ministerpräsident Joop den Uyl als Innenminister (Minister van Binnenlandse Zaken) in dessen Kabinett berufen und bekleidete dieses Ministeramt bis zum 19. Dezember 1977. Daneben fungierte er zwischen dem 11. Mai 1973 und dem 25. November 1975 als Minister mit der Verantwortung für die Koordination der Angelegenheiten von Suriname und den Niederländischen Antillen. Als solcher spielte er eine maßgebliche Rolle bei der Entlassung Surinames in die Unabhängigkeit von den Niederlanden am 25. November 1975. Anschließend war er vom 25. November 1975 bis zum 19. Dezember 1977 noch Minister mit der Verantwortung für die Koordination der Angelegenheiten der Niederländischen Antillen.
In seiner Funktion als Innenminister erarbeitete ferner einen – allerdings nicht umgesetzten – Plan zur Aufteilung der Niederlande in 24 Provinzen.
Nach dem Rücktritt von Dries van Agt übernahm de Gaay Fortman von diesem am 8. September 1977 zusätzlich die Ämter als Vize-Ministerpräsident (Viceminister-President) und Justizminister (Minister van Justitie) und behielt auch diese bis zum Ende der Amtszeit des Kabinetts van Uyl am 19. Dezember 1977.

### Mitglied des Europäischen Parlaments

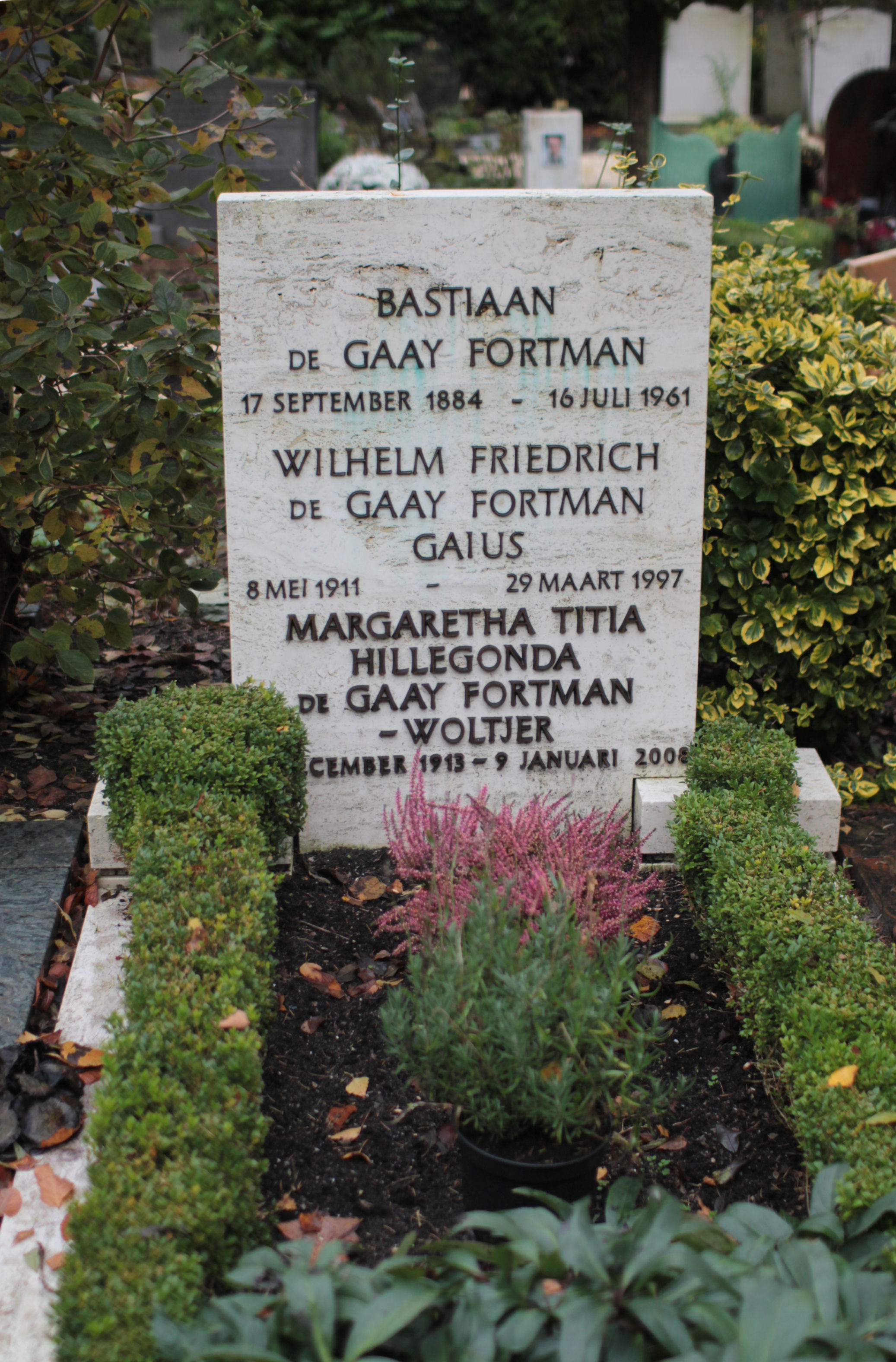
Grabstätte von de Gaay Fortman auf dem Zorgvlied-Friedhof in Amsterdam

Kurz vor seinem Ausscheiden aus der Regierung wurde er als Vertreter der ARP am 20. September 1977 wieder Mitglied der Ersten Kammer der Generalstaaten und gehörte dieser bis zum 10. Juni 1981 an, wobei er dort seit dem 11. Oktober 1980 den aus der ARP hervorgegangenen Christen-Democratisch Appèl (CDA) vertrat. Während dieser Zeit war er zwischen Juli 1980 und Juni 1981 Vorsitzender der Fraktion der ARP beziehungsweise des CDA.
Zugleich nahm de Gaay Fortman am 19. Dezember 1977 wieder seine Lehrtätigkeit als Professor für Zivil- und Arbeitsrecht an der Freien Universität Amsterdam auf und lehrte dort bis zum 10. Februar 1979. Für seine Verdienste wurde er darüber hinaus am 11. April 1978 Großoffizier des Ordens von Oranien-Nassau.
Als Vertreter der Generalstaaten wurde er darüber hinaus am 13. März 1978 Mitglied des Europäischen Parlaments und gehörte diesem bis zum 15. Juli 1979 an. Auf eine Kandidatur bei der ersten Europawahl 1979 verzichtete er jedoch.
1981 war de Gaay Fortman als Informateur maßgeblich an der Bildung des zweiten Kabinetts von Ministerpräsident Dries van Agt beteiligt, eine Koalition aus dem christdemokratischen Christen-Democratisch Appèl (CDA), der sozialdemokratischen Partij van de Arbeid (PvdA) und der sozialliberalen Partei Democraten 66 (D66).
Nach seinem Tod wurde er in der Gruft bei seinem Vater auf dem Zorgvlied-Friedhof in Amsterdam beigesetzt.

## Veröffentlichungen
- De onderneming in het arbeidsrecht, Dissertation, 1936
- Handleiding voor de toepassing der kinderbijslagwet, Mitautor A.C.M. van de Ven, 1941/1944
- Herziening van het echtscheidingsrecht, Habilitationsschrift, 1947
- De arbeider in de nieuwe samenleving, 1947, Neuauflage 1952
- Christelijke vakbeweging en sociale gerechtigheid, 1950
- Samenwerking in de onderneming, Mitautor D.W. Ormel, 1951
- De doelstelling der Christelijke vakbeweging, 1951
- De vakbeweging, 1954
- De Wet op de bedrijfsorganisatie en de wet op de ondernemingsraden, Mitautor W.R. van der Sluis, 1957
- Het geheim van het recht, 1962
- Het spreken van de kerk in de samenleving, Mitautoren T.P. van der Kooy und H.N. Ridderbos, 1972
- Rechtsstaat en terrorisme, 1979
- Problemen van wetgeving, 1982

## Hintergrundliteratur
- E. Korevaar (Herausgeber): Recht doen. Geschriften van Mr. W.F. de Gaay Fortman, Alphen aan den Rijn, 1972
- W. Breedveld/ J. Jansen van Galen: Gaius, de onverstoorbare gang van W.F. de Gaay Fortman, Utrecht, 1996
- H.A. van Wijnen: A man for all seasons: De kabinetsformaties van mr. W.F. de Gaay Fortman, Amsterdam, 1986
- W. Breedveld: Wilhelm Friedrich de Gaay Fortman 1911-1997, in: Trouw vom 1. April 1997
- J.J. Lindner: De Gaay Fortman bleef buitenbeentje in CDA, in: De Volkskrant vom 1. April 1997
- P. Bak: „Pientere knaap“. Jeugdjaren van W.F. de Gaay Fortman, 2003
- P. Bak: Soeverein leven. Biografie van W.F. de Gaay Fortman, 2004